# Stefan–Boltzmann-törvény

A fekete test összemisszió-képessége a hőmérséklet függvényében

A fizika területén a Stefan–Boltzmann-féle sugárzási törvény a feketetest-sugárzás egyik alapvető összefüggése, ami kimondja, hogy a fekete test felületének egységnyi felületéről, egységnyi idő alatt kibocsájtott összemissziós-képessége arányos az abszolút hőmérséklet negyedik hatványával.
{\displaystyle E=\sigma T^{4}.}
Ahol a E az összemissziós-képessége. (Mivel itt {\displaystyle \varepsilon =1}.)
A Stefan-Boltzmann-állandó, más már létező állandókból számolták ki. A következő képpen néz ki: 
{\displaystyle \sigma ={\frac {2\pi ^{5}k^{4}}{15c^{2}h^{3}}}=5.670373\times 10^{-8}\,\mathrm {W\,m^{-2}K^{-4}} ,}
ahol k a Boltzmann-állandó, h a Planck-állandó, és a c a fénysebesség vákuumban. A sugárzást egy meghatározott látószögből (watt / négyzetméter / szteradián) a következő képlet adja meg:
{\displaystyle L={\frac {j^{\star }}{\pi }}={\frac {\sigma }{\pi }}T^{4}.}
Az a test, amely nem képes elnyelni az összes beeső sugárzást (néha szürke testnek is nevezik), és kevesebb energiát bocsát ki, mint egy fekete test, és emisszióképesség jellemzi: {\displaystyle \varepsilon <1}:
{\displaystyle E=\varepsilon \sigma T^{4}.}
A sugárzó {\displaystyle E}-nak energia fluxusai vannak, az energia egységnyi időre egységnyi területre vonatkoztatva (az SI mértékegységei joule / másodperc / négyzetméter), ami egyenlő watt/négyzetméterenként. Az abszolút T hőmérséklet SI egysége a kelvin. A {\displaystyle \varepsilon } a szürke test emissziós képessége; ha tökéletes fekete test, akkor ez {\displaystyle \varepsilon =1}. Még általánosabb (és reálisabb) esetben az emissziós képesség a hullámhossztól függ, {\displaystyle \varepsilon =\varepsilon (\lambda )}.
Az objektum által kisugárzott egységnyi területen vett össz. energia a teljesítmény:
{\displaystyle P=A\varepsilon \sigma T^{4}}
A kibocsátott intenzitás tehát nem függ az anyagi minőségtől, csak az abszolút hőmérséklettől. 
A hullámhossz és a hullámhossz skálájú részecskék, mesterséges anyagok, és más nanostruktúrák nem vonatkoznak a sugároptikai határértékekre, és esetenként túlléphetik a Stefan-Boltzmann-törvényt.

## Történelem
1864-ben John Tyndall méréseket közölt a platina szál infravörös emissziójáról és az annak megfelelő színéről. Az abszolút hőmérséklet negyedik hatványának arányosságát Josef Stefan (1835–1893) 1879-ben Tyndall kísérleti mérései alapján vezette le a Bécsi Tudományos Akadémia üléseinek közleményeiből. 
A törvény elméleti levezetését Ludwig Boltzmann (1844–1906) adta elő 1884-ben Adolfo Bartoli munkájára támaszkodva. Bartoli 1876-ban a fénynyomás meglétét a termodinamika alapelveiből vezette le. Bartolit követve Boltzmann ideális hőerőgépnek tekintette az elektromágneses sugárzást ideális gáz helyett. 
A törvényt szinte azonnal kísérleti úton ellenőrizték. Heinrich Weber 1888-ban rámutatott magasabb hőmérsékleteken való eltérésekre, de a mérési bizonytalanságokon belül 1897-ig 1535 K hőmérsékletig megerősítették a pontosságot. A törvény, ideértve a Stefan–Boltzmann-állandó elméleti előrejelzését a fénysebesség, a Boltzmann-állandó és a Planck-állandó függvényében, közvetlen következménye Planck törvényének, amelyet 1900-ban fogalmaztak meg.

## A törvény felhasználása

### A Nap hőmérsékletének meghatározása
Törvényével Josef Stefan meghatározta a Nap felszínének hőmérsékletét is. Jacques-Louis Soret (1827–1890) adataiból arra következtetett, hogy a Napból érkező energia 29-szer nagyobb, mint egy felmelegedett fémlemez (vékony lemez) energia. Egy kerek vékony lemezt olyan távolságra helyeztek el a mérőeszköztől, hogy az a Nappal azonos szögben látható legyen. Soret a lemez hőmérsékletét körülbelül 1900 °C és 2000°C közötti értékre becsülte. Stefan azt feltételezte, hogy a Napból érkező energia ⅓ részét elnyeli a Föld légköre, ezért a Napból érkező energia helyes értékének 3/2-szer nagyobbat adott, mint Soret értéke, nevezetesen 29 × 3/2 = 43,5.
A légköri abszorpció pontos mérését csak 1888-ban és 1904-ben végezték el. A Stefan által kapott hőmérséklet az előzőek mediánértéke volt, 1950 °C, az abszolút termodinamikai pedig 2200 K. Mivel {\displaystyle 2,57^{4}=43,5}, a törvényből következik, hogy a Nap hőmérséklete 2,57-szer nagyobb, mint a lemezé, így Stefan 5430 ° C vagy 5700 K értéket kapott (a modern érték 5778 K). Ez volt az első értelmes érték a Nap hőmérsékletére. Ezt megelőzően 1800 °C-tól egészen 13 000 000 °C-ig terjedő értékeket állítottak. Az alacsonyabb 1800 °C-os értéket Claude Pouillet (1790–1868) határozta meg 1838-ban a Dulong–Petit-törvény alkalmazásával. Pouillet a Nap helyes energiakibocsájtásának csak a felét vette fel.

### Más csillagok hőmérséklete
A Napon kívüli csillagok hőmérséklete hasonló módszerekkel közelíthető meg úgy, hogy a kibocsátott energiát fekete testsugárzásként kezeljük. Így:
{\displaystyle L=4\pi R^{2}\sigma {T_{e}}^{4}}
ahol L a fényerősség, σ a Stefan–Boltzmann-állandó, R a csillag sugara és T az effektív hőmérséklet. Ugyanezzel a képlettel lehet kiszámítani a naphoz viszonyított hozzávetőleges sugarát a fő fényerősség skálán lévő csillagoknak is.
{\displaystyle {\frac {R}{R_{\odot }}}\approx \left({\frac {T_{\odot }}{T}}\right)^{-2}\cdot {\sqrt {\frac {L}{L_{\odot }}}}}
ahol {\displaystyle R_{\odot }} a nap sugara, {\displaystyle L_{\odot }} a nap fényereje stb.
A Stefan–Boltzmann-törvény segítségével a csillagászok könnyen megállapíthatják a csillagok sugarait.

### A Föld tényleges hőmérséklete
Hasonlóképpen kiszámíthatjuk a Föld T⊕ tényleges hőmérsékletét, egyenlőséget vonva a Naptól kapott energia és a Föld által kisugárzott energia között, és a fekete test közelítését figyelembe véve (a Föld saját energiatermelése elég kicsi ahhoz, hogy elhanyagolható legyen). A Nap fényerősségét, L⊙, a következő adja:
{\displaystyle L_{\odot }=4\pi R_{\odot }^{2}\sigma T_{\odot }^{4}}
A Földön ez az energia egy a0 sugarú gömbön halad át, a Föld és a Nap közötti távolságot, és a területegységenként vett teljesítmény megadja.
{\displaystyle E_{\oplus }={\frac {L_{\odot }}{4\pi a_{0}^{2}}}}
A Föld sugara R⊕, ezért keresztmetszet {\displaystyle \pi R_{\oplus }^{2}}. A Föld által elnyelt energiát, ami a Napból érkezik tehát ez adja:
{\displaystyle \Phi _{\text{abs}}=\pi R_{\oplus }^{2}\times E_{\oplus }}
Mivel a Stefan–Boltzmann-törvény a hőmérséklet negyedik hatványt használja, stabilizáló hatása van a cserére, és a Föld által kibocsátott energia általában megegyezik az elnyelt energiával, közel az állandó állapothoz, ahol:
{\displaystyle {\begin{aligned}4\pi R_{\oplus }^{2}\sigma T_{\oplus }^{4}&=\pi R_{\oplus }^{2}\times E_{\oplus }\\&=\pi R_{\oplus }^{2}\times {\frac {4\pi R_{\odot }^{2}\sigma T_{\odot }^{4}}{4\pi a_{0}^{2}}}\\\end{aligned}}}
A T⊕ ekkor kifejezhető:
{\displaystyle {\begin{aligned}T_{\oplus }^{4}&={\frac {R_{\odot }^{2}T_{\odot }^{4}}{4a_{0}^{2}}}\\T_{\oplus }&=T_{\odot }\times {\sqrt {\frac {R_{\odot }}{2a_{0}}}}\\&=5780\;{\rm {K}}\times {\sqrt {696\times 10^{6}\;{\rm {m}} \over 2\times 149.598\times 10^{9}\;{\rm {m}}}}\\&\approx 279\;{\rm {K}}\end{aligned}}}
ahol T⊙ a Nap hőmérséklete, R⊙ a Nap sugara, és a0 a Föld és a Nap távolsága. Ez 6 °C tényleges hőmérsékletet eredményez a Föld felszínén, feltételezve, hogy tökéletesen elnyeli az összes ráeső emissziót, és nincs légköre.
A Föld albedója 0,3, vagyis a bolygót érő napsugárzás 30% -a abszorpció nélkül visszaszóródik az űrbe. Az albedó hőmérsékletre gyakorolt hatása hozzávetőlegesen megközelíthető azáltal, hogy az elnyelt energiát megszorozzuk 0,7-del, de a bolygó továbbra is fekete testként sugárzik (ez utóbbi az effektív hőmérséklet meghatározása alapján történik, amit mi kiszámítunk). Ez a közelítés 0,71 / 4-szeres mértékben csökkenti a hőmérsékletet, 255  (–18 °C) értéket adva. A fenti hőmérséklet az űrből nézve a Föld hőmérséklete, nem a talaj hőmérséklete, hanem a Föld minden kibocsátó testének átlaga a felszíntől és fölfele. Az üvegházhatás miatt a Föld tényleges átlagos felszíni hőmérséklete körülbelül 288 K (15 °C), ami magasabb, mint a 255 K effektív hőmérséklet, és még magasabb, mint egy fekete test 279 K-es hőmérséklete.
A fenti tárgyalás során feltételeztük, hogy a Föld teljes felülete egy hőmérsékleten van. Egy másik érdekes kérdés az, hogy a fekete test hőmérséklete a földön mi lenne azt feltételezve, hogy egyensúlyt ér el a rá eső napfénnyel. Ez természetesen attól függ, hogy a nap milyen szögben éri a felszínt, és hogy a napfény mekkora légrétegen haladt keresztül. Amikor a nap a zenitnél van, és a felszín vízszintes, akkor a besugárzás akár 1120 W/m2 is lehet. A Stefan – Boltzmann-törvény ekkor megadja a hőmérsékletet:
{\displaystyle T=\left({\frac {1120{\text{W/m}}^{2}}{\sigma }}\right)^{1/4}\approx 375{\text{K}}}
vagy 102 °C. (A légkör felett az eredmény még magasabb: 394 K.) A földfelszínre úgy gondolhatunk, hogy "megpróbálja" elérni az egyensúlyi hőmérsékletet napközben, de a légkör lehűti, éjszakánként viszont "megpróbálja" elérni az egyensúlyt a csillagfénnyel, esetleg a holdfénnyel éjszaka, de közben a légkör is melegíti.